# Crispian St. Peters
Crispian St. Peters, född Robin Peter Smith 5 april 1939 i Swanley, Kent, död 8 juni 2010, var en brittisk popsångare.
Han började sin karriär i trion Beat Formula Three på det tidiga 1960-talet. Under mitten av decenniet påbörjade han en solokarriär och fick artistnamnet Crispian St. Peters av sin manager. Hans första singlar gick obemärkt förbi, men 1966 fick han sin första hit med "You Were on My Mind". Senare det året släppte han sin kanske kändaste låt, "The Pied Piper", vilken blev en tio i topp-hit både i USA och i England. I slutet av 1960-talet bytte han stil och började spela in countrymusik. St. Peters avled den 8 juni 2010.

## Diskografi
Album
- 1966 – The Pied Piper
- 1966 – Follow Me...
- 1970 – Simply

Singlar (topp 100 på UK Singles Chart)
- 1966 – "You Were on My Mind" (#2)
- 1966 – "The Pied Piper" (#5)
- 1966 – "Changes" (#47)
- 1967 – "Almost Persuaded" (#52)